# Devalvacija
Devalvacija (od latinskog de = umanjiti + valeo =značiti, vredeti je službeno smanjenje tečaja (vrednosti novčane jedinice neke zemlje - valute u odnosu na druge valute, kao i na zlato srebro i druge stabilne vrednosti. Devalvacije provode centralne banke (na nalog vlada) u trenucima kad žele smanjiti dugotrajni platni deficit u razmeni sa inostranstvom. Jer se devalvacijom domaće valute, istovremeno smanjuju izvozne cene robe iz te zemlje, a poskupljuje roba iz uvoza - pa uobičajene nakon radikalnih devalvacija - dolazi do uravnoteženja robne razmene, odnosno do pokrivenosti uvoza izvozom i stabilizacije privrede. Iako to nije uvek tako - i svuda jednako efikasno, ukoliko se radi o zemljama čija ekonomija pati temeljnih strukturnih nedostataka
Za razliku od devalvacije - revalvacija znači povećanje vrednosti domaće valute u odnosu na druge valute i druge trajnije vrednosti (zlato, srebro, platina, dijamanti), iako se na prvi pogled čini da je ona bolja od devalvacije, to nije tako, jer se njom smanjuje konkurentska sposobnost domaće privrede, pa se ponovno razbuktava trgovinski debalans, raste uvoz i pada izvoz, sve do sloma domaće privrede (ukoliko se taj trend na vreme ne zaustavi)
Devalvaciju su sprovodile brojne evropske zemlje, Italija više puta posle rata, - radikalna je bila ona na početku 1970-ih, Francuska 1983, nekadašnja SFR Jugoslavija praktično svakih deset godina (pred kraj i češće), Argentina u par navrata

## Spoljašnje veze
- Devaluation na portalu Encyclopædia Britannica